# Société royale forestière de Belgique
 (février 2021).
Si vous disposez d'ouvrages ou d'articles de référence ou si vous connaissez des sites web de qualité traitant du thème abordé ici, merci de compléter l'article en donnant les références utiles à sa vérifiabilité et en les liant à la section « Notes et références ».
La Société royale forestière de Belgique (SRFB) est une association sans but lucratif, créée en 1893. En tant que centre d'animation et de compétence, la SRFB est au service de la forêt et des forestiers.

## Ses Missions
La Société royale forestière de Belgique a pour objet de faire connaître et de valoriser la forêt et les forestiers. Elle s'engage à promouvoir une sylviculture de qualité et forme ses membres aux applications concrètes de la science sylvicole. Son action couvre tous les aspects relevant de la technique forestière et de sa vulgarisation. Dans cet ordre d'idées, la SRFB porte une attention particulière aux thèmes tels que le changement climatique, le rôle de la forêt au niveau des puits de carbone, l'émergence du bois-énergie, mais aussi les modifications des fonctions environnementales et sociétales demandées par la société.
La SRFB a également pour vocation d'être le lieu de rencontre entre les administrations forestières, les milieux académiques, la filière bois et les propriétaires privés et publics afin de favoriser les échanges de points de vue, les synergies, les partenariats, ...
Pour cela, elle rassemble parmi ses membres ou au sein de son Conseil d'Administration, des membres des administrations forestières DNF (Département de la Nature et des Forêts), ANB (Agentschap voor Natuur en Bos), IBGE (Institut Bruxellois pour la Gestion de l'Environnement), des scientifiques, des professeurs, des étudiants, des propriétaires, des naturalistes, des acteurs de la sylviculture: pépinièristes, gestionnaires, exploitants, experts, coopératives, etc.
Les services et missions de la SRFB sont :
- L'information aux membres
  - La SRFB publie une revue forestière : "Silva Belgica"
  - La SRFB est présente sur internet via le site www.srfb.be
  - La librairie forestière
  - La SRFB travaille à la mobilisation des petites propriétés forestières et de leurs propriétaires
- La formation des membres
- L'assistance aux membres
  - La SRFB assure ses membres en RC et incendie
  - La SRFB propose un accompagnement dans les démarches de certification forestière auprès du PEFC
- La promotion de la forêt